# Элк-Айленд
Национальный парк Элк-Айленд (англ. Elk Island National Park, фр. Parc national Elk Island) — национальный парк Канады, расположенный в центре канадской провинции Альберта.

## Физико-географическая характеристика
Парк расположен в 48 км к востоку от Эдмонтона на холмах Бивер-Хиллс. Парк вытянут с юга на север полосой шириной 10 км. Через южную часть парка проходит автотрасса 16.
На территории парка находится большое количество озёр, крупнейшим из которых является озеро Астотин.

## Флора и фауна
В парке водятся такие крупные млекопитающие как лось, вапити, чернохвостый олень, бизон (более 600 особей) и лесной бизон (375 особей). Помимо этого в парке обитает большое количество мелких млекопитающих и 230 видов птиц.
Одной из особенностей парка является программа ведения управляемых пожаров. Многие годы местные жители использовали огонь в качестве препятствия для наступающего леса, в качестве оружия против врагов. Кроме того, случались пожары от молний. Серия засух в 1890-х годах привела к сильному пожару в 1895 году. После образования парка пожары в нём были приостановлены, как и во всех национальных парках Канады. Естественное обновление территории было нарушено, за это время из парка исчезли все крупные хищники, кроме койотов. В 1970-х годах необходимость пожаров для экологического равновесия системы была принята агентством Парки Канады. Управляемые пожары осуществляются по определённому плану и особенно важны для бореальных смешанных лесов с таким преобладающим видом как осина.
Популяция оленей вапити начала сокращаться с появлением европейских поселений в конце XVIII века. К 1894 году они были почти полностью уничтожены. В 1906 году оставалось стадо, состоящее из 75 особей. В том же году была образована природоохранная зона для защиты животных, на основе которой позднее был сформирован национальный парк. Управление парком призвано сохранить и расширить биоразнообразие региона. На территории представлены экосистемы смешанных лесов, полей и болот. Парк огорожен изгородью высотой 220 сантиметров, которая препятствует передвижению животных: травоядные не покидают пределы парка, а хищники не могут попасть внутрь. Таким образом, поголовье травоядных млекопитающих на территории парка неуклонно растёт. Поголовье вапити достигло 600 особей по данным на март 2010 года. Ряд видов в парке выращивают с целью отпустить в дикую природу. С помощью этой программы, действующей более двух десятилетий, ежегодно около 160 особей переселяются в различные регионы Канады и США.